# Richard Sale
Richard Sale (Nova Iorque, 17 de dezembro de 1911 - Los Angeles, 4 de março de 1993) foi um escritor, roteirista e cineasta estadunidense. Ele escreveu vários filmes de suspense e comédia, incluindo Meu Ofício é Matar em 1954, estrelado por Frank Sinatra e Sterling Hayden. Como diretor, trabalhou em Eram Todos Pecadores (1952), A Noiva de Papai (1953) e Barco Sem Rumo (1957).

## Biografia
Richard Sale nasceu na cidade de Nova York e foi estudou na Universidade Washington and Lee. Ele publicou mais de 400 contos e mudou-se para Hollywood para trabalhar para a Paramount em 1944. Seus roteiros incluem O Gênio Vai para a Escola (1949), O Mundo e a Mulher (1954) e Torpedo! (1958).
Ele também dirigiu e co-escreveu, mais frequentemente com Mary Anita Loos, os filmes Solteiros em Lua de Mel em 1948, O Que Pode um Beijo e De Corpo e Alma em 1950, Ao Cair do Pano em 1951, Eles se Casam com as Morenas em 1955, e o britânico Barco Sem Rumo em 1957.
Sale no Hospital Cedars-Sinai Medical Center de complicações após dois derrames.

## Filmografia parcial
Como roteirista
- Strange Cargo (1936) (romance)
- Find the Witness (1937)
- The Dude Goes West (1938)
- Shadows over Shanghai (1938)
- Rendezvous with Annie (1946)
- Calendar Girl (1947)
- Northwest Outpost (1947)
- Driftwood (1947)
- The Inside Story (1948)
- Campus Honeymoon (1948)
- The Tender Years (1948)
- Lady at Midnight (1948)
- Mother Is a Freshman (1949)
- Mr. Belvedere Goes to College (1949)
- Father Was a Fullback (1949)
- When Willies Comes Marching Home (1950)
- A Ticket to Tomahawk (1950)
- I'll Get By (1950)
- Half Angel (1951)
- Meet Me After the Show (1951)
- Let's Make It Legal (1951)
- Let's Do It Again (1953)
- Woman's World (1954)
- Malaga (1954) (Título alternativo: Fire Over Africa)
- Suddenly (1954)
- Seven Waves Away (1957) (Título alternativo: Abandon Ship)
- Gentlemen Marry Brunettes (1955)
- Over-Exposed! (1956)
- Torpedo Run (1958)
- The White Buffalo (1977)
- Assassination (1987)

Como diretor
- Spoilers of the North (1947)
- Campus Honeymoon (1948)
- A Ticket to Tomahawk (1950)
- I'll Get By (1950)
- Half Angel (1951)
- Meet Me After the Show (1951)
- Let's Make It Legal (1951)
- My Wife's Best Friend (1952)
- The Girl Next Door (1953)
- Malaga (1954) (Título alternativo: Fire Over Africa)
- Gentlemen Marry Brunettes (1955)
- Seven Waves Away (1957) (Título alternativo: Abandon Ship)